# Liste der Baudenkmäler in Schirmitz
Auf dieser Seite sind die Baudenkmäler in der Oberpfälzer Gemeinde Schirmitz zusammengestellt. Diese Tabelle ist eine Teilliste der Liste der Baudenkmäler in Bayern. Grundlage ist die Bayerische Denkmalliste, die auf Basis des Bayerischen Denkmalschutzgesetzes vom 1. Oktober 1973 erstmals erstellt wurde und seither durch das Bayerische Landesamt für Denkmalpflege geführt wird. Die folgenden Angaben ersetzen nicht die rechtsverbindliche Auskunft der Denkmalschutzbehörde.

## Baudenkmäler
| Lage                                                        | Objekt                                               | Beschreibung | Akten-Nr.    | Bild           |
| ----------------------------------------------------------- | ---------------------------------------------------- | --- | ------------ | -------------- |
| Bauerngasse 4 (Standort)                                    | Wohnstallhaus eines Vierseithofes                    | Eingeschossiger Satteldachbau, Bruchstein mit Putzstreifengliederung, Stallteil gewölbt, erste Hälfte 19. Jahrhundert Austragshaus, eingeschossiger Satteldachbau, wohl 18. Jahrhundert Backofen, kleiner Satteldachbau mit Rundbogenöffnung, Ende 19. Jahrhundert Pumpbrunnen, Eisenkonstruktion, mit Holz ummantelt, mit Granittrog, Ende 19. Jahrhundert | D-3-74-154-5 | BW             |
| Hauptstraße 38 (Standort)                                   | Ehemalige katholische Pfarrkirche St. Jakobus        | Saalkirche mit Walmdach und eingezogenem Rechteckchor, Chorturm mit Pyramidendach, bezeichnet mit 1752, im Kern mittelalterlich, Turmoberteil um 1930; mit Ausstattung Kapellenanbau nach Südosten, Pultdachbau, 1936; mit Ausstattung Ölbergkapelle, Steildachbau über rechteckigem Grundriss mit Schweifgiebel, erste Hälfte 20. Jahrhundert Lourdeskapelle, Satteldachbau mit eingezogener Rechteckapsis, Giebelreiter mit Geläut, erste Hälfte 20. Jahrhundert; mit Ausstattung Friedhofskreuz, Gusseisenkruzifix mit Beifigur, auf gestuftem Granitsockel, um 1900 | D-3-74-154-1 | weitere Bilder |
| Holzacker (Standort)                                        | Wegkreuz                                             | Gestufter Sandsteinsockel mit Relieferung, darauf Kreuzaufsatz, um 1910 | D-3-74-154-6 | BW             |
| Nähe Bergstraße (Standort)                                  | Bildstock                                            | Schlanker Schaft auf Stufenpostament, Laterne mit eingetieften Bildfeldern und Kreuzbekrönung, Granit, bezeichnet mit „1851“ | D-3-74-154-3 | BW             |
| Schloßgasse 5 (Standort)                                    | Wohnhaus, Nordflügel des ehemaligen Hofmarkschlosses | Langgestreckter zweigeschossiger Walmdachbau mit Flügelansatz nach Südosten, 18./Anfang 19. Jahrhundert, im Kern wohl älter | D-3-74-154-2 | BW             |
| an der Straße nach Trebsau in der Flur Kreuzwald (Standort) | Steinkreuz                                           | Granit, nachmittelalterlich | D-3-74-154-4 | BW             |
| Weidener Straße 2 (Standort)                                | Wegkreuz                                             | Gusseisenkruzifix mit Beifigur auf gestuftem Werksteinsockel, bezeichnet mit „1909“ | D-3-74-154-7 | BW             |